# Battle Lake (Minnesota)
Battle Lake es una ciudad ubicada en el condado de Otter Tail, en el estado estadounidense de Minnesota. En el censo de 2010 tenía una población de 875 habitantes y una densidad poblacional de 229,67 personas por km².

## Geografía
Battle Lake se encuentra ubicada en las coordenadas 46°17′10″N 95°43′18″O / 46.28611, -95.72167. Según la Oficina del Censo de los Estados Unidos, Battle Lake tiene una superficie total de 3,81 km², de la cual 3,8 km² corresponden a tierra firme y (0,27%) 0,01 km² es agua.

## Demografía
Según el censo de 2010, había 875 personas residiendo en Battle Lake. La densidad de población era de 229,67 hab./km². De los 875 habitantes, Battle Lake estaba compuesto por el 97,71% blancos, el 0,34% eran afroamericanos, el 0,46% eran amerindios, el 0,34% eran asiáticos y el 1,14% pertenecían a dos o más razas. Del total de la población, el 0,23% eran hispanos o latinos de cualquier raza.

### Evolución demográfica
| 1900 | 1910 | 1920 | 1930 | 1940 | 1950 | 1960 | 1970 | 1980 | 1990 | 2000 | 2010 | est. 2015 |
| ---- | ---- | ---- | ---- | ---- | ---- | ---- | ---- | ---- | ---- | ---- | ---- | --------- |
| 420  | 567  | 628  | 552  | 623  | 714  | 733  | 772  | 708  | 698  | 686  | 875  | 880       |

## Localidades adyacentes
El diagrama siguiente presenta las localidades en un  radio de 20 km alrededor de Battle Lake .